# Filsoniana
Filsoniana is een geslacht van korstmossen behorend tot de familie Teloschistaceae. De typesoort is Filsoniana australiensis.

## Geslachten
Volgens Index Fungorum telt het geslacht zes soorten (peildatum december 2023):
| Soortnaam                    | Auteur(s)                                                                      | Publicatiejaar |
| ---------------------------- | ------------------------------------------------------------------------------ | -------------- |
| Filsoniana australiensis     | (S.Y. Kondr., Kärnefelt & Filson) S.Y. Kondr., Kärnefelt, Elix, A. Thell & Hur | 2013           |
| Filsoniana ferdinandmuelleri | (S.Y. Kondr. & Kärnefelt) S.Y. Kondr., Kärnefelt, Elix, A. Thell & Hur         | 2013           |
| Filsoniana kiamae            | (S.Y. Kondr. & Kärnefelt) S.Y. Kondr., Kärnefelt, Elix, A. Thell & Hur         | 2013           |
| Filsoniana lhasanensis       | X.M. Wen, Shahidin & A. Abbas                                                  | 2020           |
| Filsoniana rexfilsonii       | (S.Y. Kondr. & Kärnefelt) S.Y. Kondr., Kärnefelt, Elix, A. Thell & Hur         | 2013           |
| Filsoniana scarlatina        | (Zahlbr.) S.Y. Kondr., Kärnefelt, Elix, A. Thell & Hur                         | 2013           |